# HMS Duke of Edinburgh
Lo HMS Duke of Edinburgh fu un incrociatore corazzato della Royal Navy britannica, entrato in servizio nel 1906 come prima unità dell'omonima classe di incrociatori.
La nave prese parte alla prima guerra mondiale, inizialmente schierata in forza alla Mediterranean Fleet con la quale prese parte all'inseguimento della Goeben e della Breslau e alla scorta dei convogli di truppe in Mar Rosso. Rientrato in Gran Bretagna e riassegnato alla Grand Fleet, il Duke of Edinburgh partecipò alla battaglia dello Jutland per poi svolgere compiti di scorta ai convogli nel Mare del Nord e in oceano Atlantico. Dopo la guerra fu radiato dal servizio nel 1919 e quindi venduto per la demolizione nell'aprile 1920.

## Storia

### Entrata in servizio

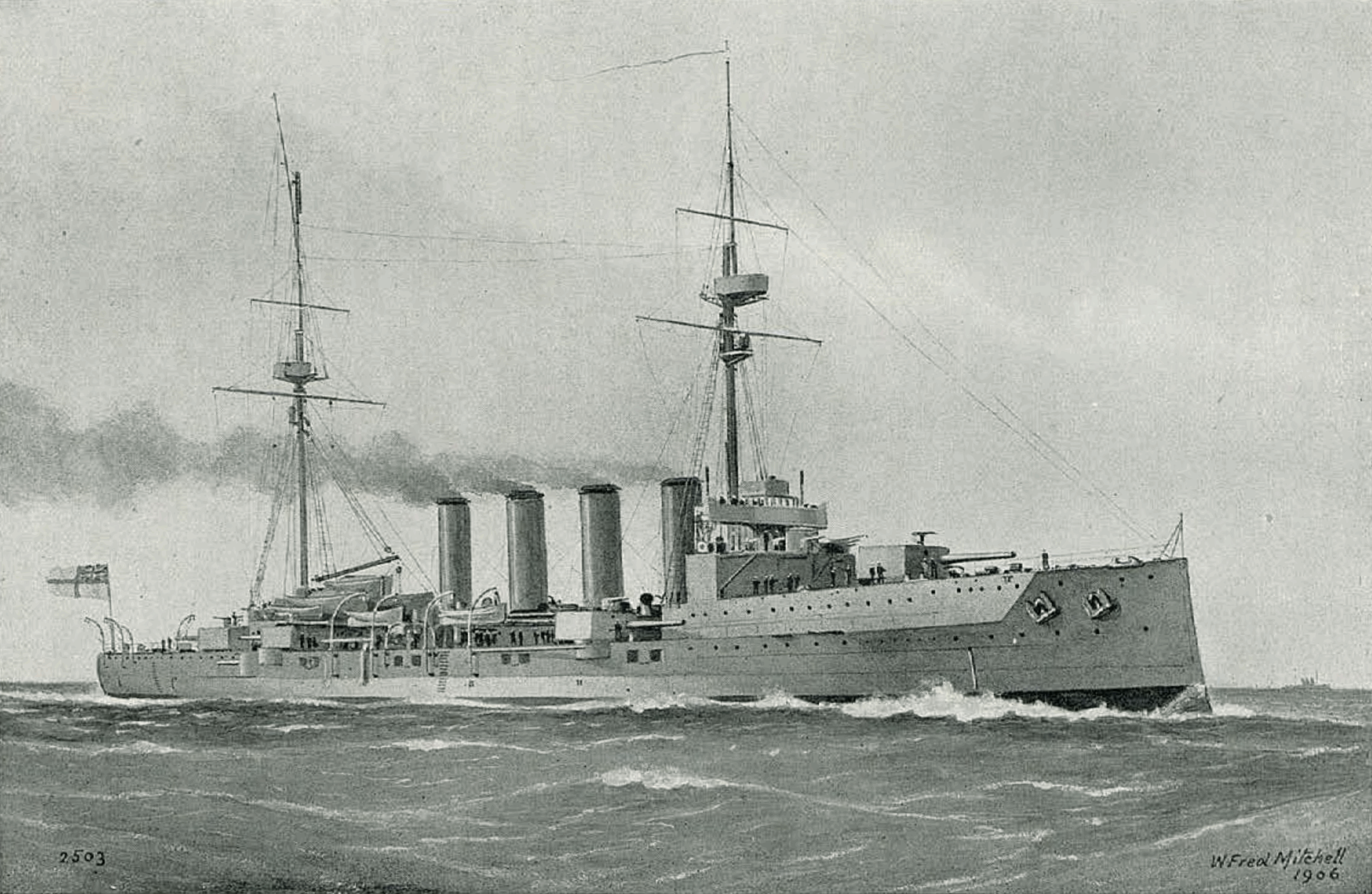
La nave in navigazione in un'illustrazione del Brassey's Naval Annual del 1906

La nave fu ordinata nell'ambito del programma di costruzioni navali per l'anno 1902-1903 come unità capofila di una nuova classe di incrociatori corazzati. La chiglia fu impostata l'11 febbraio 1903 nei cantieri di Pembroke Dock nel Galles, e l'unità venne quindi varata il 14 giugno 1904 con il nome di Duke of Edinburgh in onore di Alfredo, Duca di Edimburgo, uno dei figli della regina Vittoria del Regno Unito; la nave entrò in servizio il 20 gennaio 1906, per un costo complessivo di costruzione pari a 1193414 sterline.
La nave fu in forza al 5th Cruiser Squadron dal 1906 al 1908, pe poi passare al 1st Cruiser Squadron della Channel Fleet. Nell'ambito di una generale riorganizzazione delle squadriglie di incrociatori della Royal Navy nel 1909, il Duke of Edinburgh fu riassegnato nuovamente al 5th Cruiser Squadron, ora in forza alla Atlantic Fleet. Il 13 agosto 1910 l'incrociatore finì incagliato nei pressi dello scoglio di Atherfield Ledge, lungo la costa dell'isola di Wight: la nave fu in seguito recuperata e riparata, ma la corte marziale riunita per investigare sull'incidente espresse una severa reprimenda ai danni del comandante e dell'ufficiale alla navigazione, con quest'ultimo destituito e sbarcato dall'unità. Nel dicembre 1911 l'incrociatore prese parte alle operazioni di soccorso dei superstiti del mercantile SS Delhi, naufragato lungo la costa del Marocco, mentre tra il 1913 e il 1914 fu distaccato in forza al 1st Cruiser Squadron della Mediterranean Fleet.

### Prima guerra mondiale

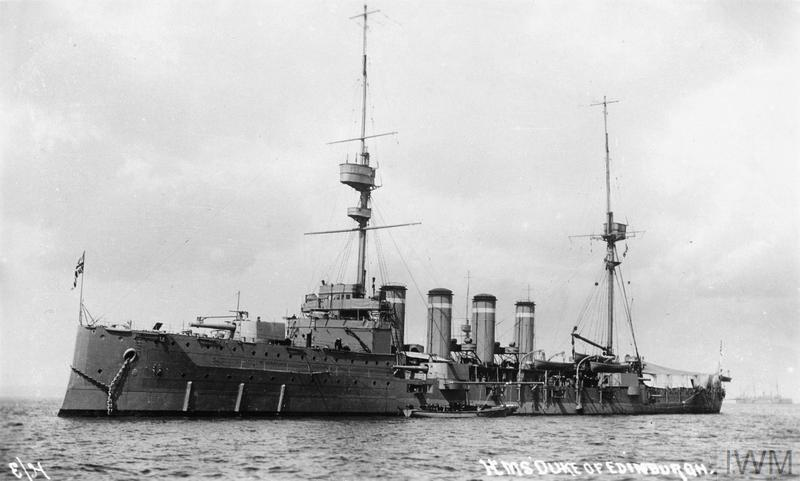
Un'altra veduta del Duke of Edinburgh negli anni della prima guerra mondiale

Quando le prime avvisaglie della "grande guerra" iniziarono a manifestarsi in Europa nel luglio 1914, il Duke of Edinburgh si trovava in cantiere a Malta per un ciclo di lavori di manutenzione; i lavori furono rapidamente interrotti e la nave salpò subito per unirsi al resto della sua squadriglia, inviata a pattugliare gli accessi meridionali al mare Adriatico. Tra il 28 luglio e il 10 agosto 1914 il Duke of Edinburgh fu impegnato nell'inseguimento degli incrociatori tedeschi SMS Goeben e SMS Breslau attraverso il mar Mediterraneo, ma ricevette l'ordine di non ingaggiare il nemico e le unità tedesche trovarono quindi rifugio a Costantinopoli. Il 10 agosto il Duke of Edinburgh e il gemello HMS Black Prince furono inviati nel Mar Rosso per proteggere i convogli di truppe in arrivo dall'India britannica; nel corso di questo incarico, il 15 agosto i due incrociatori catturarono il mercantile tedesco Altair da 3200 tonnellate di stazza. Durante una missione di scorta a un convoglio truppe all'imboccatura meridionale del Mar Rosso, il Duke of Edinburgh fornì invece, il 10 novembre 1914, fuoco di copertura a una forza anfibia anglo-indiana inviata a catturare il forte ottomano di Cheikh Saïd, lungo la costa orientale dello stretto di Bab el-Mandeb; l'incrociatore fece quindi sbarcare una squadra da demolizione che fece saltare in aria il forte turco, per poi riprendere con la scorta al convoglio che accompagnava.
Nel dicembre 1914 il Duke of Edinburgh si riunì al 1st Cruiser Squadron, trasferito nel frattempo in forza alla Grand Fleet schierata nelle acque delle isole britanniche. Il 31 maggio 1916 la squadriglia accompagnò la sortita dell'intera Grand Fleet nel Mare del Nord, azione sfociata quindi nella battaglia dello Jutland contro la flotta tedesca. Schierate davanti alla flotta britannica sul lato destro, alle 17:47 le due unità di testa della squadriglia, gli incrociatori HMS Defence (nave ammiraglia del 1st Cruiser Squadron) e HMS Warrior, avvistarono gli incrociatori d'avanguardia della flotta tedesca e aprirono il fuoco; il Duke of Edinburgh non fu in grado di seguire le prime due navi, e virò in direzione nord-est avvistando, alle 18:08, l'immobilizzato incrociatore leggero tedesco SMS Wiesbaden contro cui sparò una ventina di colpi di grosso calibro. Alle 18:30 il Duke of Edinburgh si schierò lungo il lato di dritta della nave da battaglia HMS King George V, in testa alla linea di fila del 2nd Battle Squadron britannico: il fumo emesso dai fumaioli dell'incrociatore disturbò non poco il tiro delle corazzate britanniche in direzione della flotta tedesca. Alle 18:47 il Duke of Edinburgh dovette manovrare per evitare un attacco con i siluri da parte dei cacciatorpediniere tedeschi. L'incrociatore riferì dell'avvistamento, alle 19:01, di un sommergibile nemico, e altri contatti furono registrati alle 19:45 e alle 20:15 contro cui la nave aprì il fuoco; non risulta comunque che alcun battello subacqueo tedesco abbia partecipato alla battaglia.
Dopo la battaglia, il Duke of Edinburgh fu distaccato in forza al 2nd Cruiser Squadron e continuò a pattugliare il luogo dello scontro fino al 2 giugno, cercando naufraghi o unità abbandonate perché danneggiate; l'incrociatore rientrò quindi alla base di Scapa Flow il 3 giugno. Nel pomeriggio del 18 agosto 1916 il Duke of Edinburgh partecipò a una sortita dell'intera Grand Fleet nel Mare del Nord dopo notizie circa la partenza della flotta tedesca dalle sue basi; questo portò a una serie di movimenti navali il 19 agosto, ma le due forze non vennero a contatto e nessuna grande battaglia fu combattuta. In seguito, il 2nd Cruiser Squadron con aggregato il Duke of Edinburgh fu distaccato dalla Grand Fleet e inviato a pattugliare le acque a nord delle isole Shetland per contrastare i violatori di blocco e le navi corsare tedesche che incrociavano in zona. Nell'agosto 1917 il Duke of Edinburgh fu invece distaccato e assegnato in forza alla North America and West Indies Station, svolgendo compiti di scorta ai convogli in oceano Atlantico fino alla fine della guerra.
Concluso il conflitto, l'incrociatore rientrò nel Regno Unito e fu dislocato nello Humber; radiato dal servizio nel 1919, il Duke of Edinburgh fu quindi venduto per la demolizione il 12 aprile 1920 e smantellato nei cantieri di Blyth.